# Inheemse Noorse reizigers
De inheemse Noorse reizigers (Noors: fantefolk, skøyere) zijn een etnische minderheidsgroep in Noorwegen. Het is een rondtrekkend volk dat ooit te voet, met paardenkarren en met boten langs de zuidelijke en zuidwestelijke kustlijn van Noorwegen reisde.
Ze moeten niet worden verward met de Roma, een ander reizigersvolk dat eveneens in Scandinavië leeft. Hoewel beiden in het Noors sigøynere ('zigeuners') worden genoemd, betreft het twee van elkaar te onderscheiden groepen.
Eilert Sundt, een 19e-eeuwse socioloog, noemde de inheemse reizigers småvandrer en småvandringer, dat zich laat vertalen als 'kleine reizigers'. Hiermee onderscheidde hij de groep van de Roma, die hij storvandrer en storvandringer oftewel 'grote reizigers' noemde. Hiermee doelde hij op het feit dat de Roma grotere afstanden zouden afleggen dan de inheemse reizigers van Noorwegen.

## Achtergrond
In tegenstelling tot de Roma zijn er echter wel overeenkomsten met het inheems Nederlands reizigersvolk, beter bekend als 'woonwagenbewoners' en de pejoratieve term 'kampers'.
Allereerst wordt bij zowel de Noorse als Nederlandse reizigers aangenomen dat ze (deels) afstammen van het Jenische volk, een groep rondtrekkende mensen wiens oorsprong onbekend is en die - vanwege hun lichte huidskleur - vaak werden aangeduid als 'witte zigeuners'. Hoewel er weinig bekend is over deze groep, wordt aangenomen dat de inheemse Noorse reizigers afstammelingen zijn van Noorse kolonisten en Duitse handelaren die in de 17e eeuw in het land aankwamen.
Ten tweede hebben beide groepen een eigen taal die zijn oorsprong vindt in het Duits taalgebied. Daar waar Nederlandse reizigers vaak het Bargoens bezigen, spreken Noorse reizigers het Rodi, een Noors dialect. Beide talen worden gezien als 'geheimtaal'. Het Bargoens bevat namelijk elementen van het Jiddisch en het Rodi kent leenwoorden uit het Romani en Rotwelsch. Het Rodi wordt overigens als een uitgestorven taal beschouwd. Bepaalde woorden zijn niettemin bewaard gebleven en worden in Zuid- en West-Noorwegen nog steeds gebruikt.
Ten derde werden beide groepen blootgesteld aan discriminatie en vervolging. Als gevolg werden ze voortdurend geconfronteerd met vooroordelen en werden gezien als inferieur, gevaarlijk en vatbaarder voor crimineel gedrag dan anderen. Dit resulteerde in actieve repressie door zowel de bevolking als de kerk en de staat. Zoals in Nederland het geval was met de woonwagenwet, werden ook de Noorse reizigers onder druk gezet om hun traditionele manier van leven op te geven. Kinderen werden dikwijls in weeshuizen geplaatst en vrouwen werden gedwongen gesteriliseerd.
Inmiddels is de groep, evenals de Roma, erkend als een Noorse minderheid met een uitzonderlijke geschiedenis en cultuur in Noorwegen.

## Benamingen
De inheemse reiziger van Noorwegen werd vroeger een fant genoemd, waar in het Nederlands een landloper of zwerver mee wordt bedoeld. Ook stonden ze bekend als skøyere en skøyerfolket, termen die zijn afgeleid van het Nederlandse woord 'schooien' in de verouderde betekenis (te weten het rondzwerven zonder duidelijk plan). Deze termen worden echter allemaal als negatief ervaren door de groep waarnaar verwezen wordt. Zij geven de voorkeur aan 'reizigers', zoals de Roma zichzelf ook noemen.